# Sornac
Sornac est une commune française située dans le département de la Corrèze en région Nouvelle-Aquitaine.

## Géographie

### Localisation

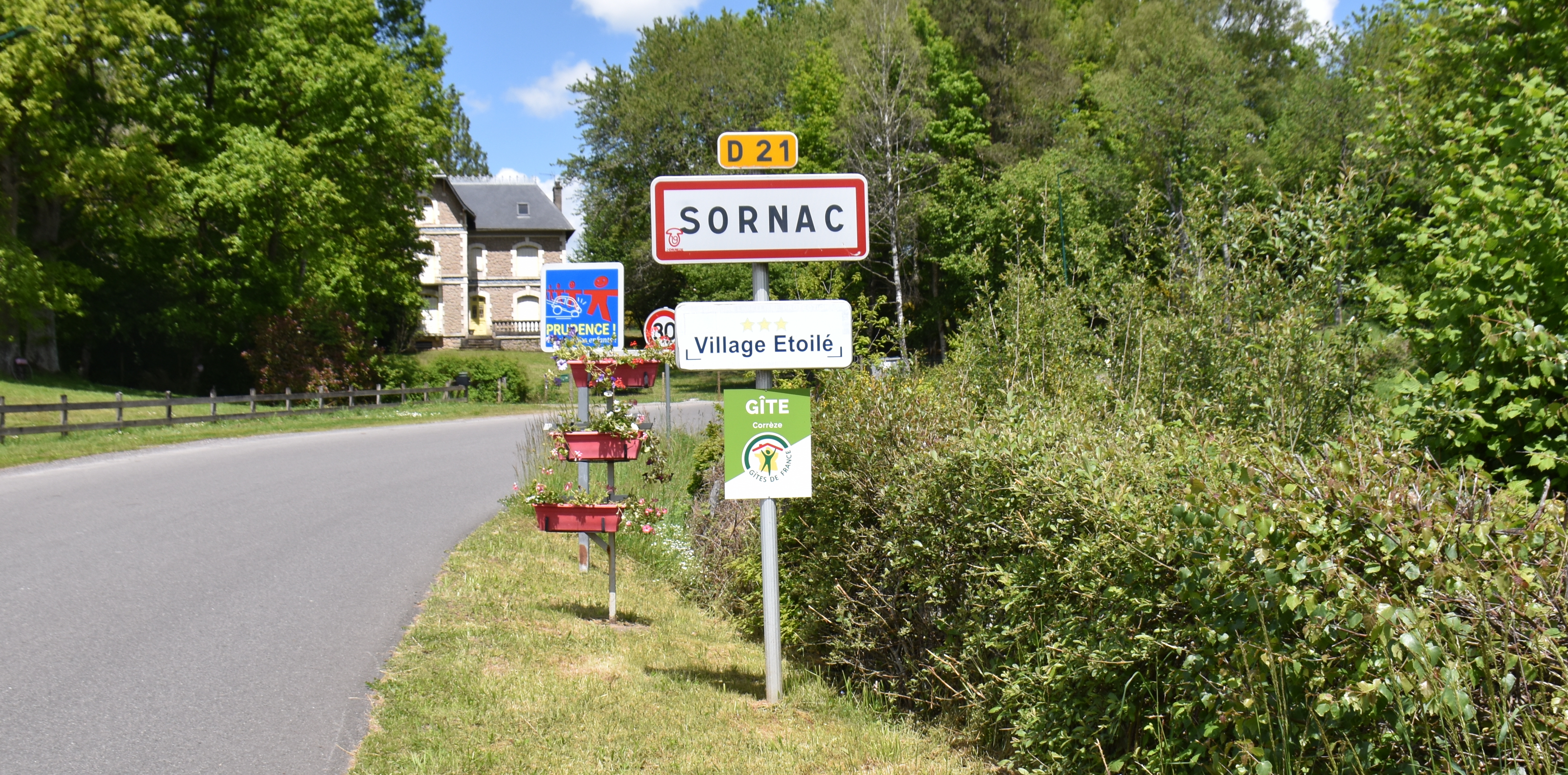
Une entrée du bourg.

Située dans le nord du département de la Corrèze, la commune est limitrophe de la Creuse.

### Communes limitrophes
| Féniers (Creuse)                    | Le Mas-d'Artige (Creuse) | La Courtine (Creuse) |
| Saint-Setiers                       | Sornac                   | Saint-Rémy           |
| Millevaches, Saint-Sulpice-les-Bois | Saint-Germain-Lavolps    | Bellechassagne       |

### Géologie et relief
Sornac est une commune du Massif central située sur le plateau de Millevaches.

### Hydrographie
La commune est arrosée par la Diège.

### Climat
Pour des articles plus généraux, voir Climat de la Nouvelle-Aquitaine et Climat de la Corrèze.

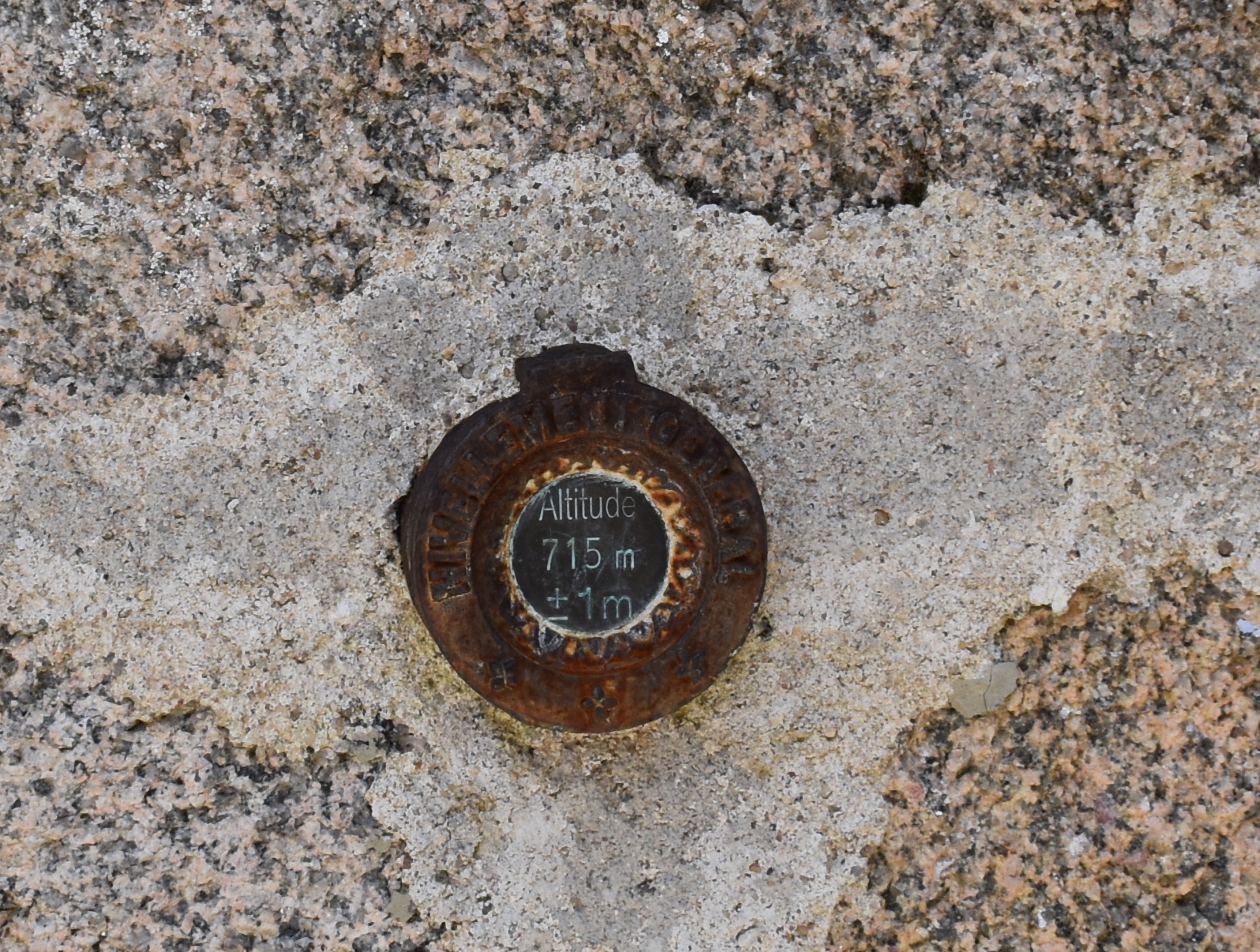
Borne de nivellement sur le mur de l'église - altitude 715 m.

Historiquement, la commune est exposée à un climat montagnard.  
En 2020, Météo-France publie une typologie des climats de la France métropolitaine dans laquelle la commune est exposée à un climat de montagne et est dans la région climatique  Ouest et nord-ouest du Massif Central, caractérisée par une pluviométrie annuelle de 900 à 1 500 mm, maximale en automne et en hiver.
Pour la période 1971-2000, la température annuelle moyenne est de 9,1 °C, avec  une amplitude thermique annuelle de 14,8 °C. Le cumul annuel moyen de précipitations est de 1 238 mm, avec 13,9 jours de précipitations en janvier et 8,5 jours en juillet. Pour la période 1991-2020, la température moyenne annuelle observée sur la station météorologique la plus proche, située sur la commune de Peyrelevade à 12 km à vol d'oiseau, est de 9,2 °C et le cumul annuel moyen de précipitations est de 1 338,6 mm,. Pour l'avenir, les paramètres climatiques de la commune estimés pour 2050 selon différents scénarios d’émission de gaz à effet de serre sont consultables sur un site dédié publié par Météo-France en novembre 2022.

## Urbanisme

### Typologie
Au 1er janvier 2024, Sornac est catégorisée commune rurale à habitat dispersé, selon la nouvelle grille communale de densité à 7 niveaux définie par l'Insee en 2022.
Elle est située hors unité urbaine et hors attraction des villes,.

### Occupation des sols
L'occupation des sols de la commune, telle qu'elle ressort de la base de données européenne d’occupation biophysique des sols Corine Land Cover (CLC), est marquée par l'importance des forêts et milieux semi-naturels (68,3 % en 2018), en diminution par rapport à 1990 (71,5 %). La répartition détaillée en 2018 est la suivante : 
forêts (58,8 %), prairies (19,1 %), zones agricoles hétérogènes (11,2 %), milieux à végétation arbustive et/ou herbacée (9,6 %), zones urbanisées (1,4 %).
L'évolution de l’occupation des sols de la commune et de ses infrastructures peut être observée sur les différentes représentations cartographiques du territoire : la carte de Cassini (XVIIIe siècle), la carte d'état-major (1820-1866) et les cartes ou photos aériennes de l'IGN pour la période actuelle (1950 à aujourd'hui).

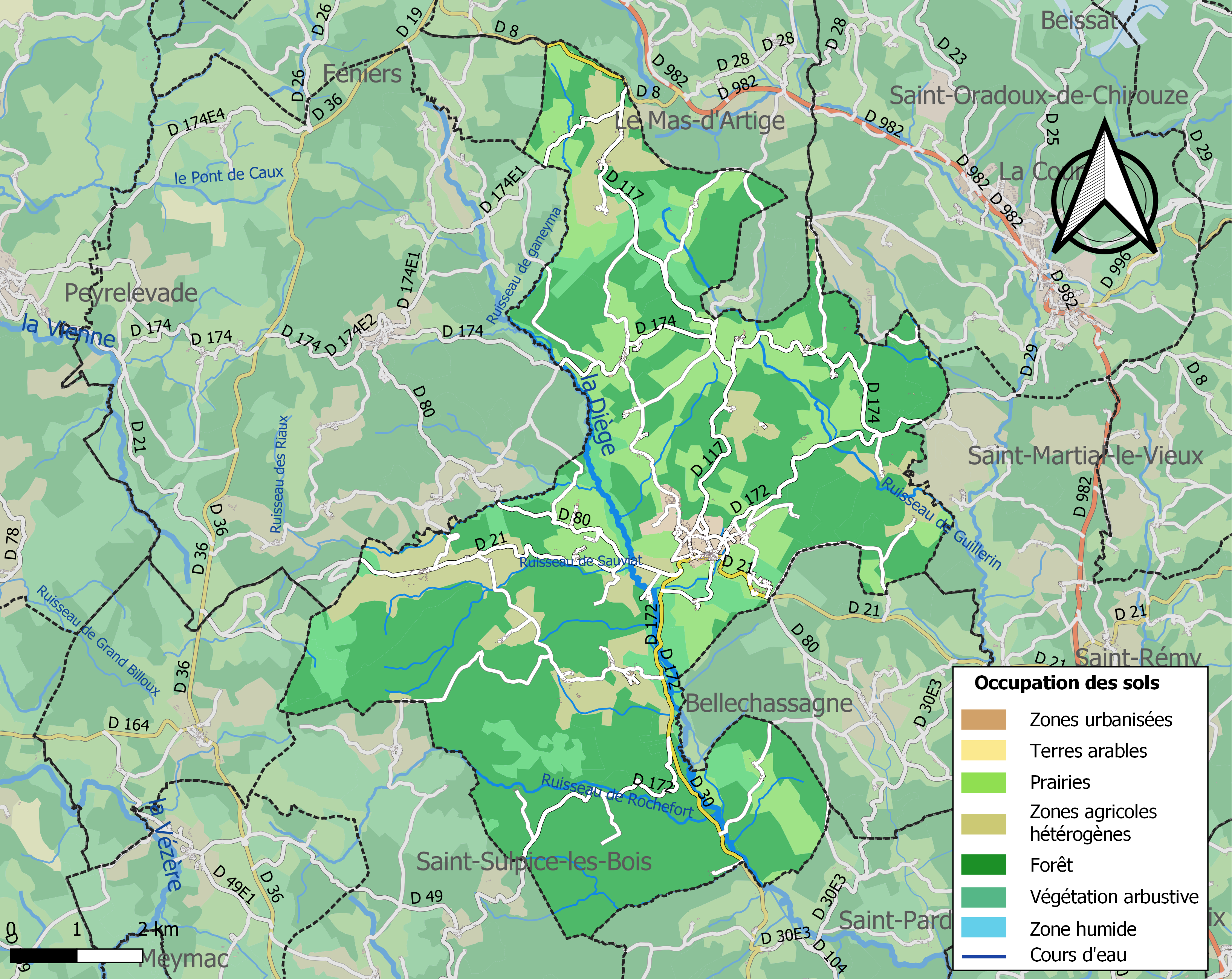
Carte des infrastructures et de l'occupation des sols de la commune en 2018 (CLC).

### Risques majeurs
Le territoire de la commune de Sornac est vulnérable à différents aléas naturels : météorologiques (tempête, orage, neige, grand froid, canicule ou sécheresse), feux de forêts et séisme (sismicité très faible). Il est également exposé à un risque particulier : le risque de radon. Un site publié par le BRGM permet d'évaluer simplement et rapidement les risques d'un bien localisé soit par son adresse soit par le numéro de sa parcelle.

#### Risques naturels

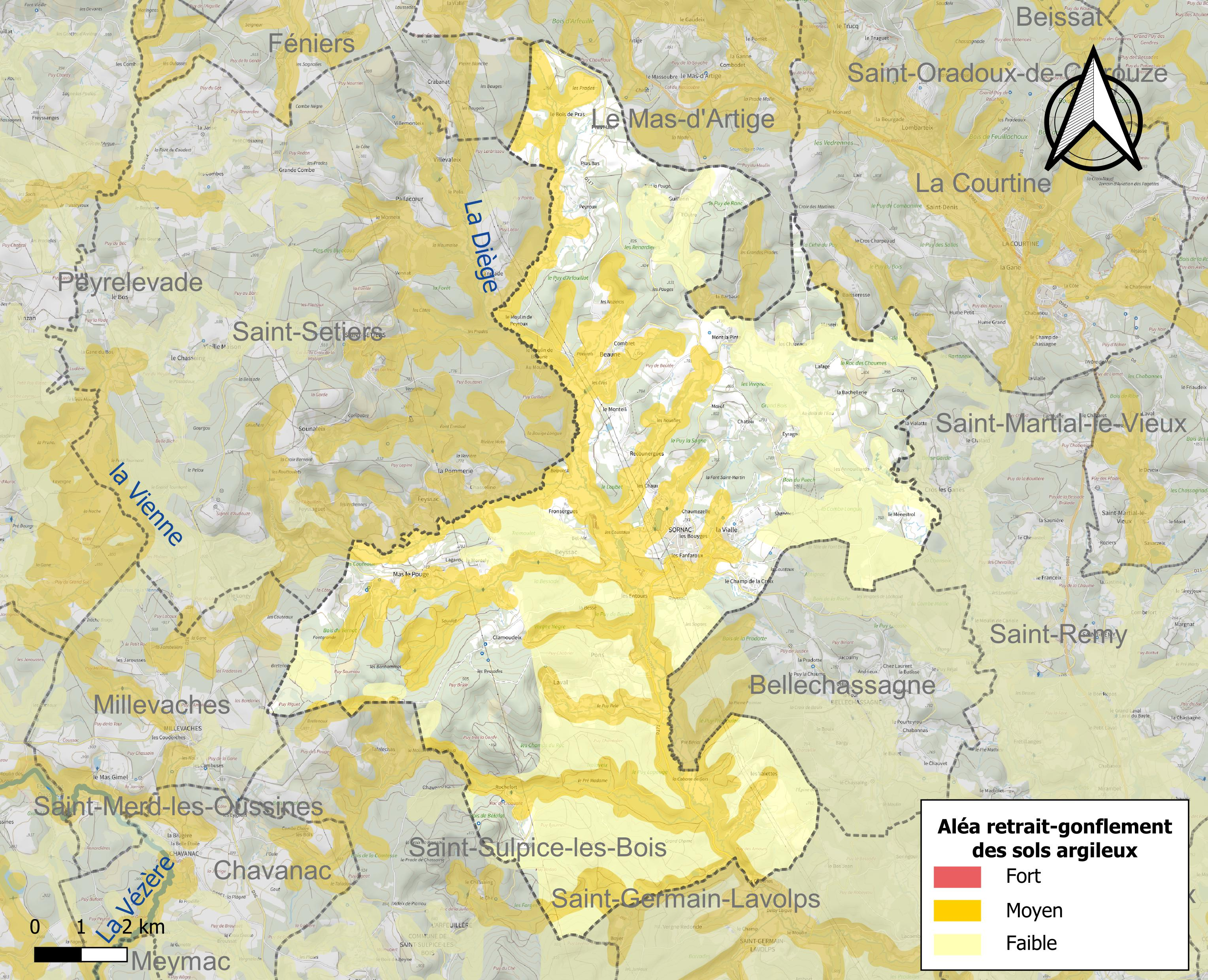
Carte des zones d'aléa retrait-gonflement des sols argileux de Sornac.

Le retrait-gonflement des sols argileux est susceptible d'engendrer des dommages importants aux bâtiments en cas d’alternance de périodes de sécheresse et de pluie. 30,5 % de la superficie communale est en aléa moyen ou fort (26,8 % au niveau départemental et 48,5 % au niveau national). Sur les 424 bâtiments dénombrés sur la commune en 2019,  117 sont en aléa moyen ou fort, soit 28 %, à comparer aux 36 % au niveau départemental et 54 % au niveau national. Une cartographie de l'exposition du territoire national au retrait gonflement des sols argileux est disponible sur le site du BRGM,.
Concernant les feux de forêt, aucun plan de prévention des risques incendie de forêt (PPRIF) n’a été établi en Corrèze, néanmoins le code de l’urbanisme impose la prise en compte des risques dans les documents d’urbanisme. Le périmètre des servitudes d'utilité publique et des zones d'obligation légale de débroussaillement pour les particuliers est quant à lui défini pour la commune dans une carte dédiée. 

#### Risque particulier
Dans plusieurs parties du territoire national, le radon, accumulé dans certains logements ou autres locaux, peut constituer une source significative d’exposition de la population aux rayonnements ionisants. Certaines communes du département sont concernées par le risque radon à un niveau plus ou moins élevé. Selon la classification de 2018, la commune de Sornac est classée en zone 3, à savoir zone à potentiel radon significatif. 

## Toponymie
Saornacum (Xe siècle). Issu du nom propre Saturninus, propriétaire gallo-romain. D'autres formes existent en France comme Sadornac, Sadarnac, Sournac, Sornay ayant la même origine. En dérive le nom vernaculaire Sornac.

## Histoire

### Époque médiévale
Au XIVe siècle, durant la guerre de Cent Ans, le château de Rochefort et la petite châtellenie dont il est le chef-lieu dans la paroisse de Sornac, appartiennent à un dénommé Archambaud de Comborn, membre de l'une des plus anciennes familles de la noblesse limousine (la lignée des vicomtes de Comborn remonte au milieu du Xe siècle et donnera naissance aux nouveaux lignages corréziens des vicomtes de Ventadour à la fin du XIe siècle et des seigneurs de Treignac au XIIIe siècle).
En 1368, après la rupture du traité de Brétigny (1360) qui a cédé notamment l'Aquitaine, le Périgord et le Limousin à l'Angleterre, Archambaud reste fidèle au Prince noir d'Aquitaine (Edward de Woodstock, fils aîné du roi d'Angleterre Edward III) et confie la garde du château à un célèbre capitaine de « routiers » (mercenaires), Chopin de Badefol, suppléé plus tard par un certain Héliot.
Ce Héliot fut par la suite contraint par la force de remettre Rochefort aux mains de Jehan de Bourbon, Comte de la Marche, lequel se présente au nom et comme lieutenant du Roi de France. Le château passe ensuite entre plusieurs mains : Jehan de Châteaumorand, Tiercelet d'Eschelles, puis Jehan Brachet, seigneur de Péruce (ou Peyrusse), Giraud de Goulard et Bernard VIII d'Armagnac, comte de la Marche (par mariage avec Eléonore de Bourbon) et gouverneur du Limousin.
Finalement,ce dernier transige avec la maison de Comborn et lui cède tous ses droits, moyennant 2 000 royaux d'or. C'est ainsi que le château redevient, au XVe siècle, un bien de la lignée de ses propriétaires initiaux. Le dernier du lignage à posséder Rochefort est Amanieu de Comborn, jusqu'à ce qu'Antoine de Pompadour en fasse l'acquisition en 1508. À cette date, il cède à son tour le château à Jean Chauveau (1480?-1546), bourgeois de Felletin qui le fait restaurer.
Le titre de seigneur de Rochefort se transmettra ensuite héréditairement sans interruption aux descendants mâles des Chauveau, et ce jusqu'en 1767.

## Politique et administration

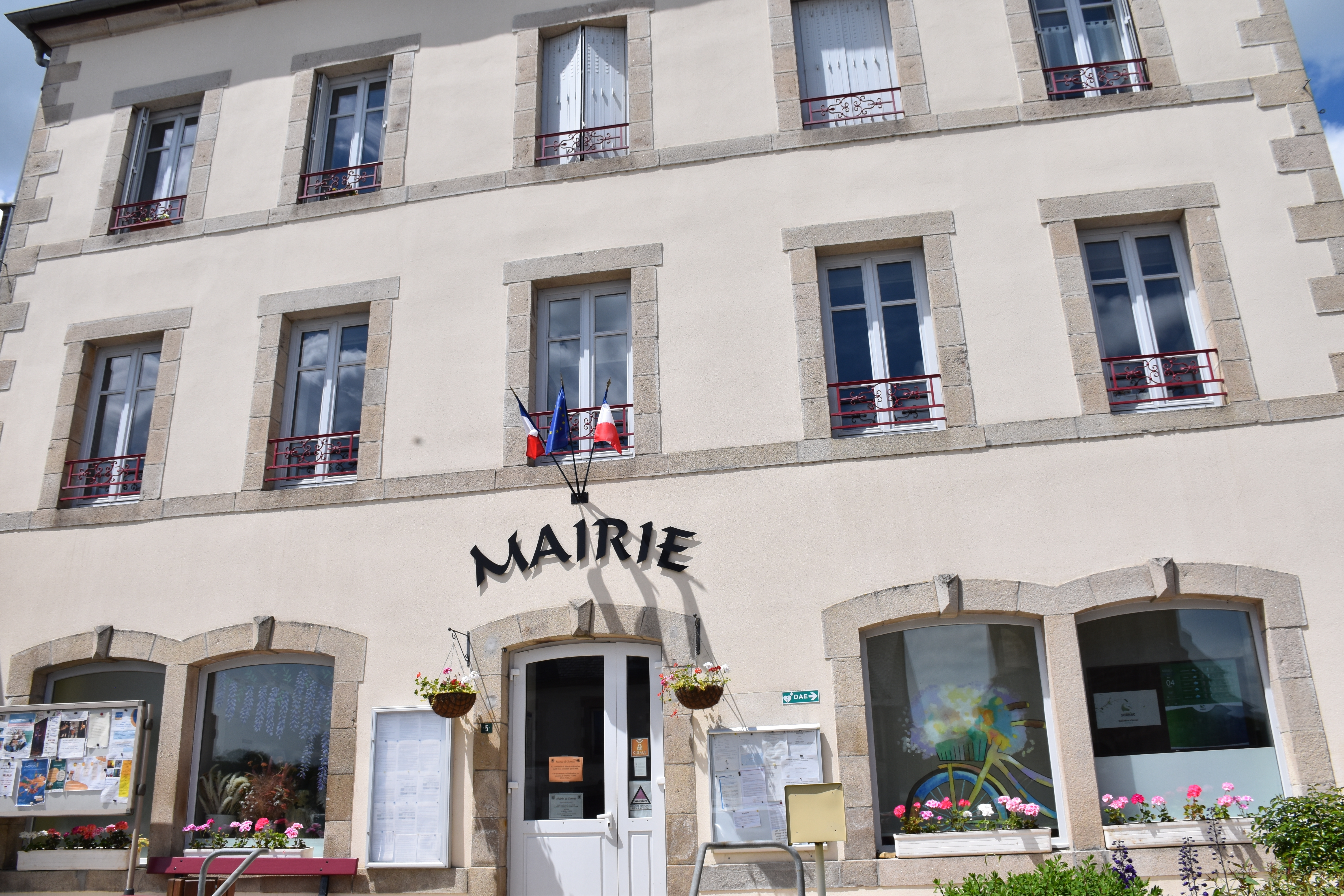
La mairie.

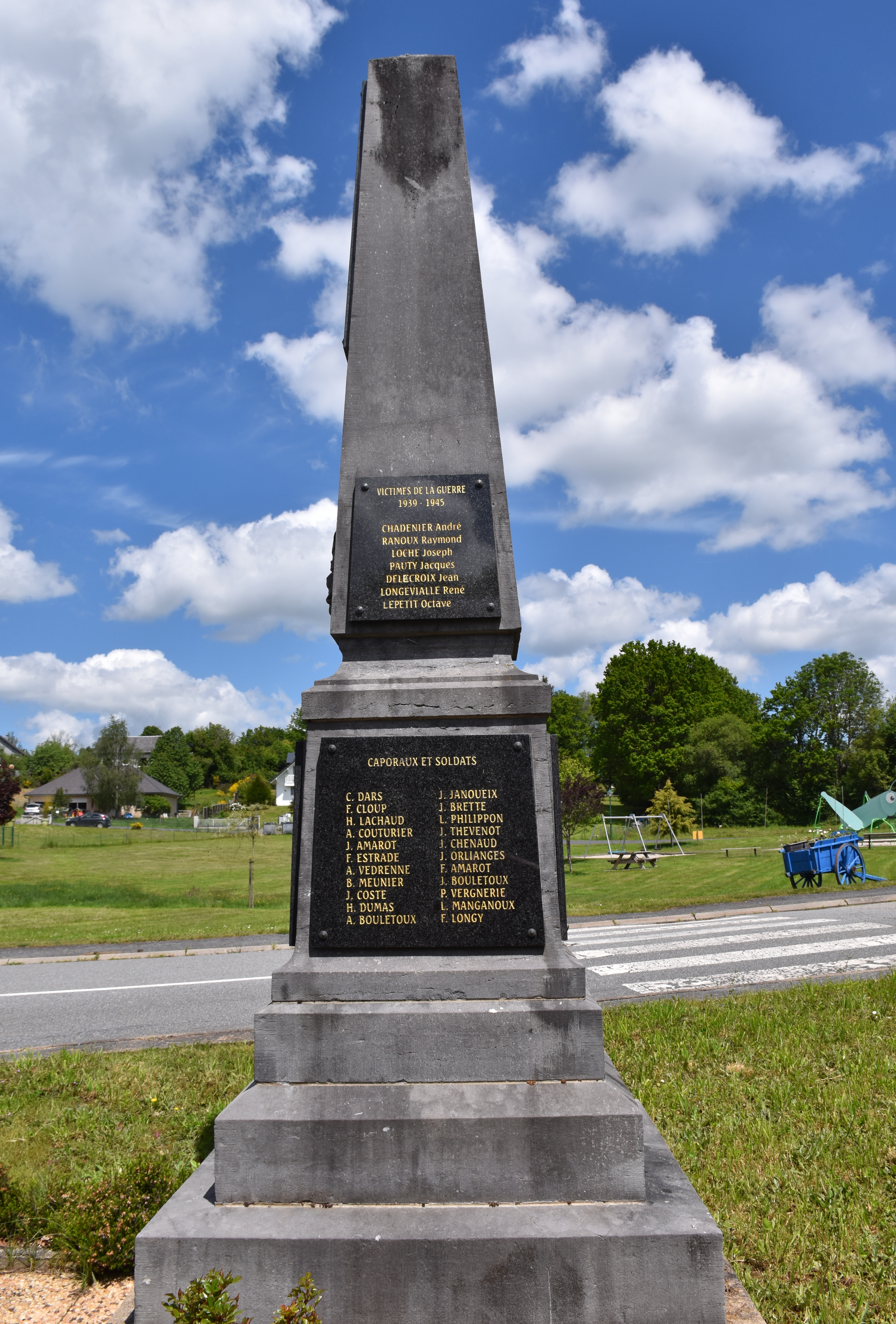
Le monument aux morts.

## Démographie
| 1793  | 1800  | 1806  | 1821  | 1831  | 1836  | 1841  | 1846  | 1851  |
| ----- | ----- | ----- | ----- | ----- | ----- | ----- | ----- | ----- |
| 1 400 | 1 453 | 1 329 | 1 578 | 1 408 | 1 563 | 1 716 | 1 700 | 1 800 |

| 1856  | 1861  | 1866  | 1872  | 1876  | 1881  | 1886  | 1891  | 1896  |
| ----- | ----- | ----- | ----- | ----- | ----- | ----- | ----- | ----- |
| 1 827 | 1 652 | 1 678 | 2 038 | 1 953 | 1 860 | 1 899 | 1 840 | 2 013 |

| 1901  | 1906  | 1911  | 1921  | 1926  | 1931  | 1936  | 1946  | 1954  |
| ----- | ----- | ----- | ----- | ----- | ----- | ----- | ----- | ----- |
| 1 762 | 1 815 | 1 812 | 1 566 | 1 321 | 1 518 | 1 510 | 1 318 | 1 090 |

| 1962  | 1968  | 1975  | 1982  | 1990 | 1999 | 2006 | 2011 | 2016 |
| ----- | ----- | ----- | ----- | ---- | ---- | ---- | ---- | ---- |
| 1 052 | 1 017 | 1 102 | 1 125 | 972  | 851  | 815  | 840  | 767  |

| 2021 | 2022 | - | - | - | - | - | - | - |
| ---- | ---- | - | - | - | - | - | - | - |
| 764  | 773  | - | - | - | - | - | - | - |

## Culture locale et patrimoine

### Lieux et monuments

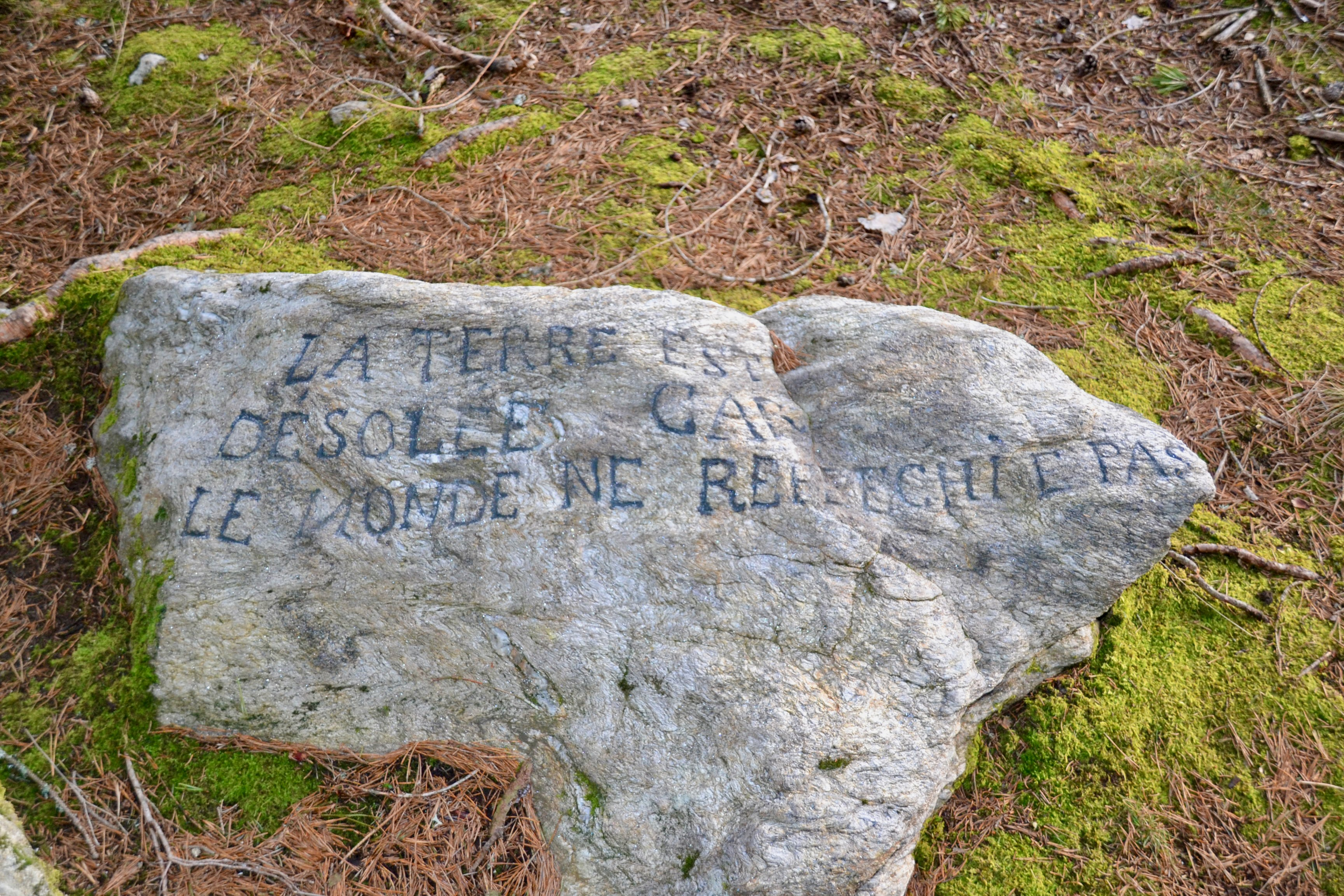
L'un des rochers gravés par le facteur Gorsse sur le puy Chabrier.

- Église Saint-Martin de Sornac[27], inscrite à l'inventaire des monuments historiques en 1927[28].
- Le château de Rochefort (XIIIe siècle)[29] reconstruit en 1620 (privé).
- Le puy Chabrier, à environ 3 km au sud-ouest du bourg, et dont les rochers affleurants sont gravés de maximes produites par le facteur François Gorsse, au début du XXe siècle[30].

## Galerie: l'église Saint-Martin

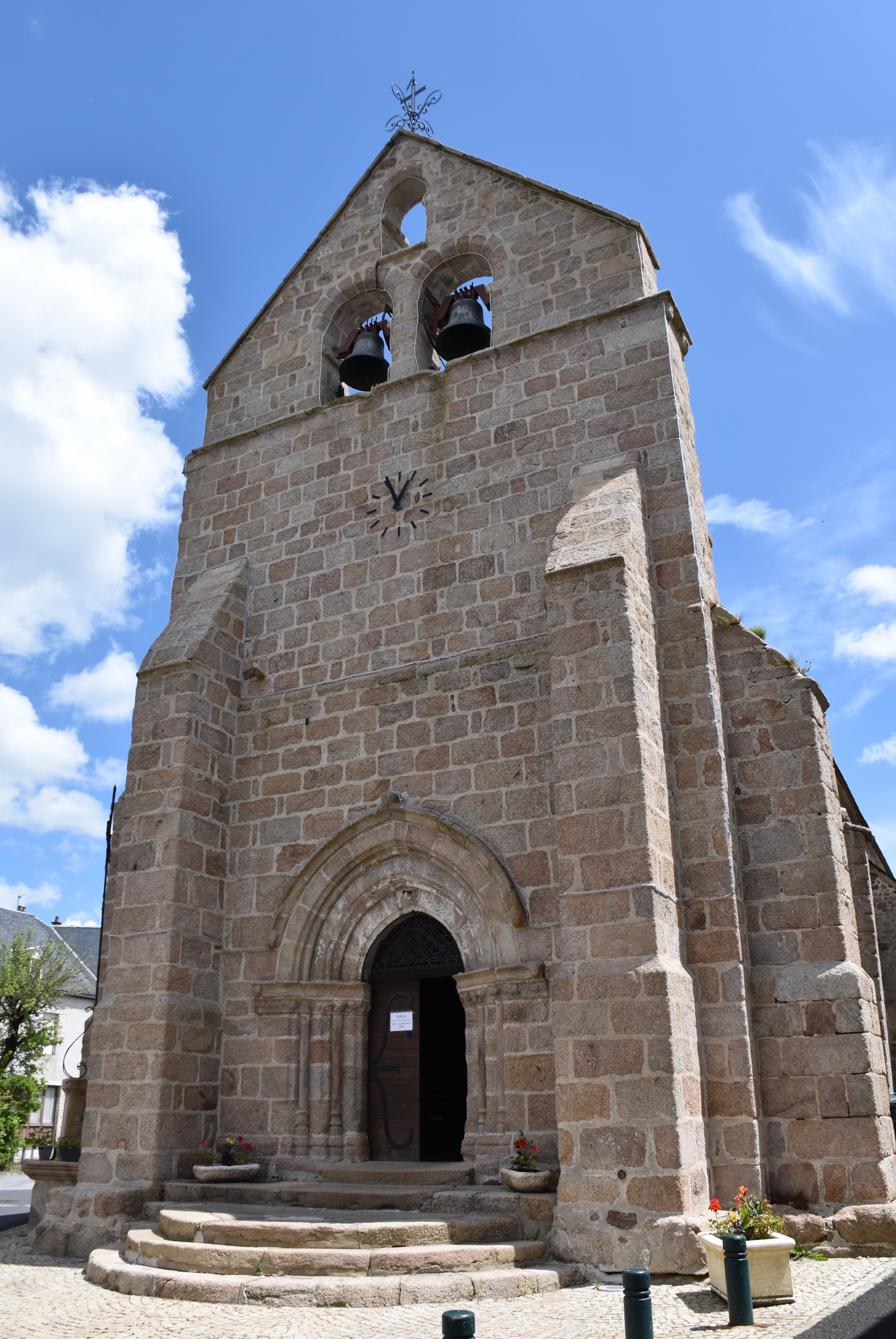
L'église Saint-Martin et son clocher-mur.
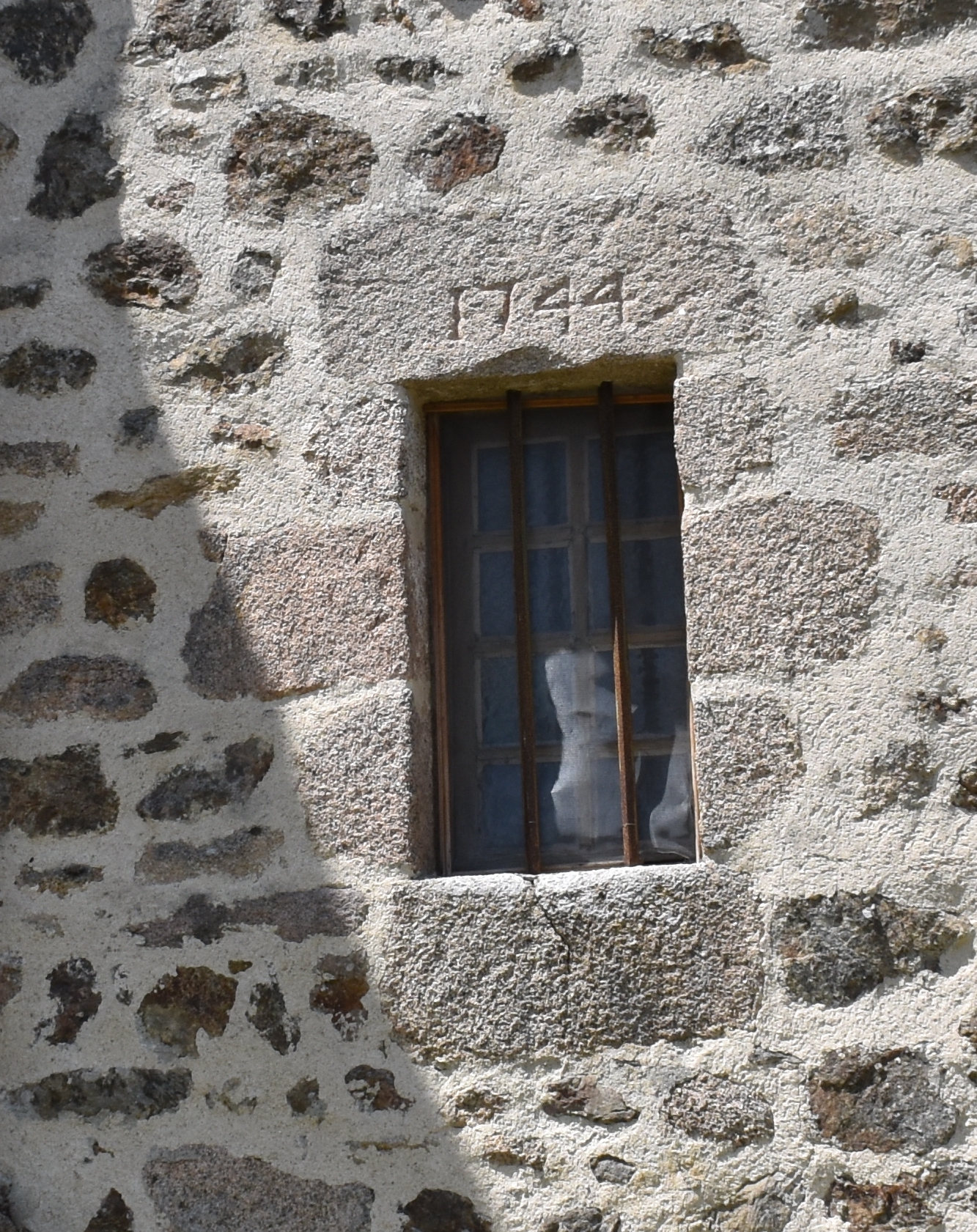
Linteau portant la date de 1744.
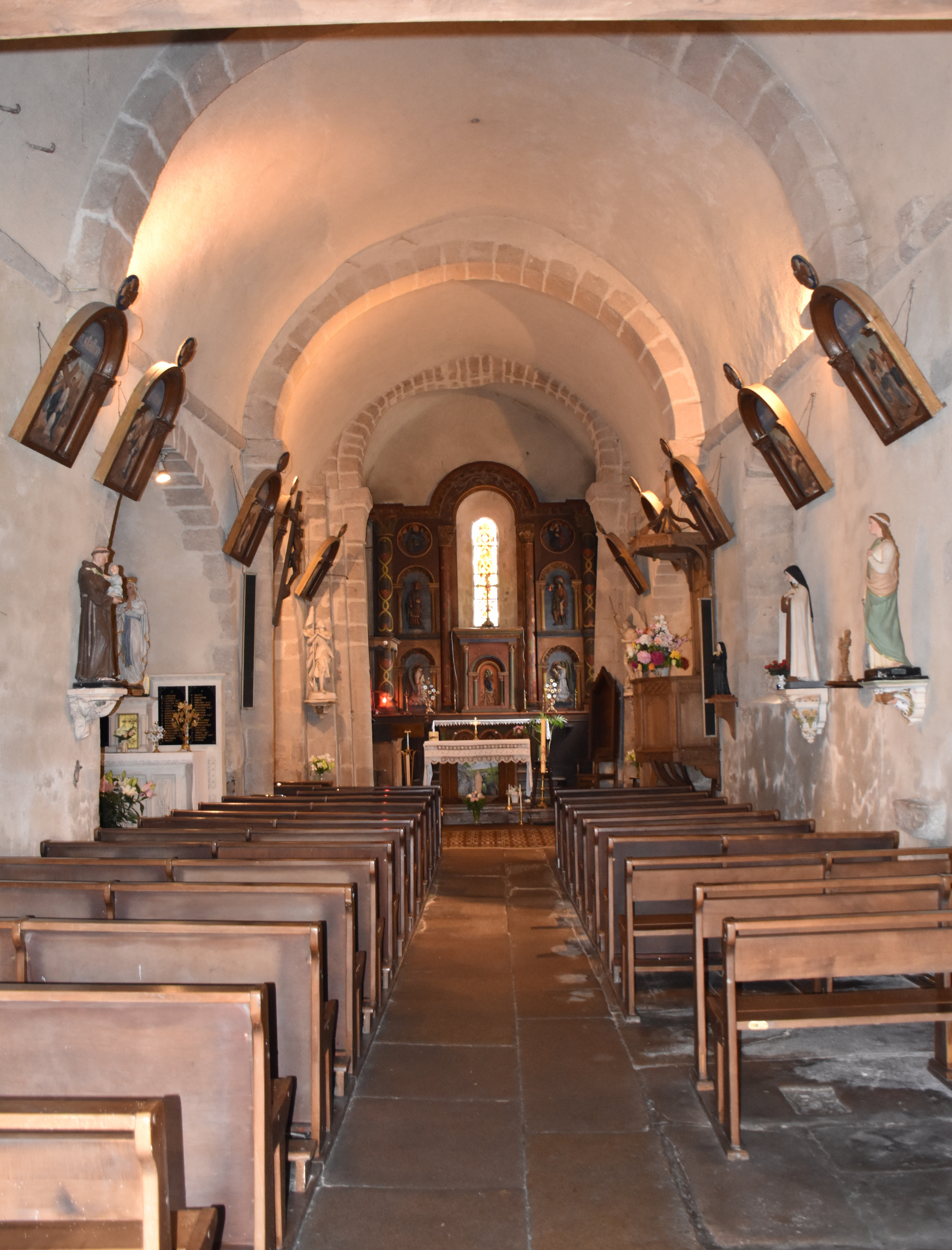
La nef.
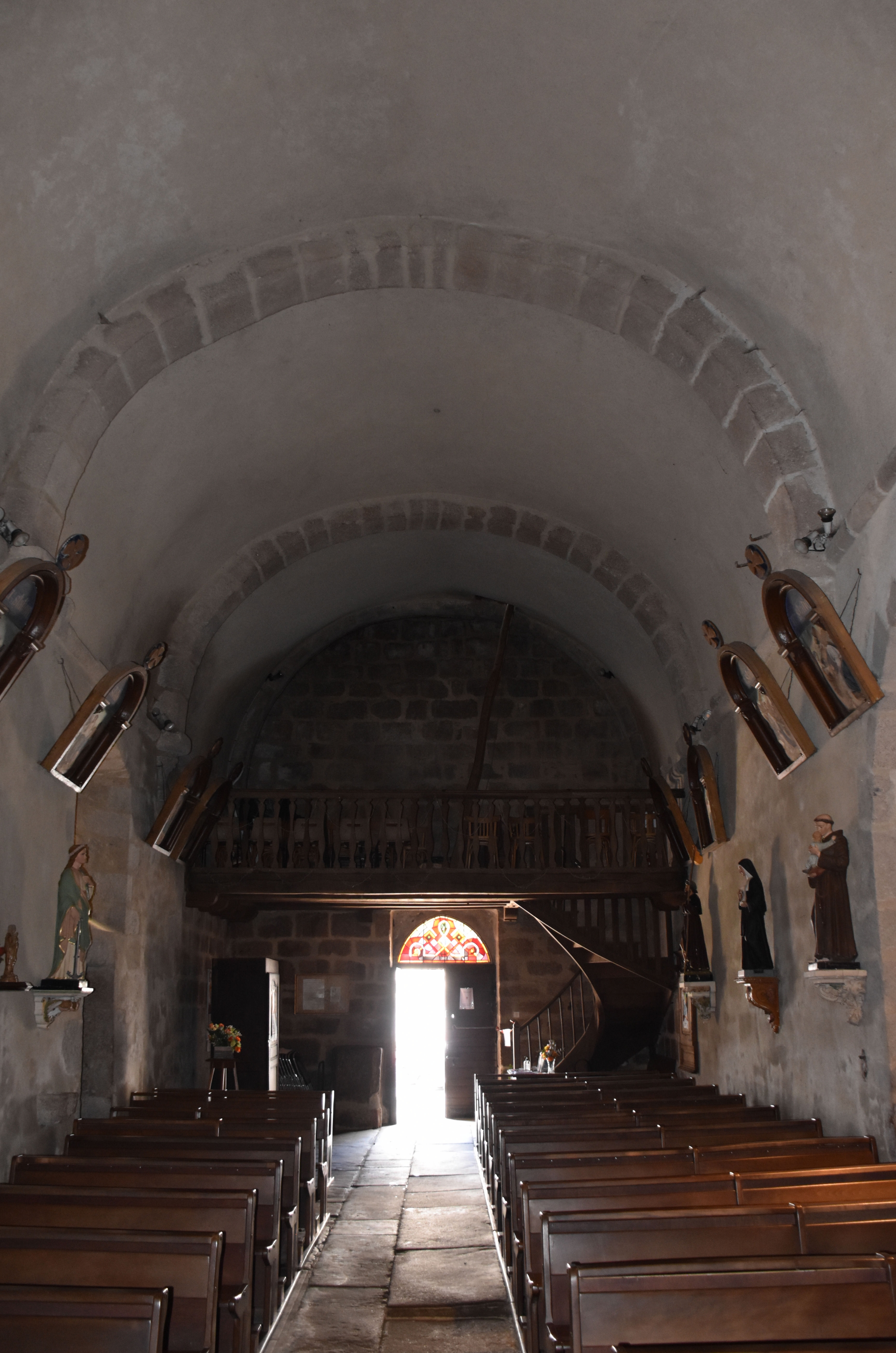
La nef - côté porche.
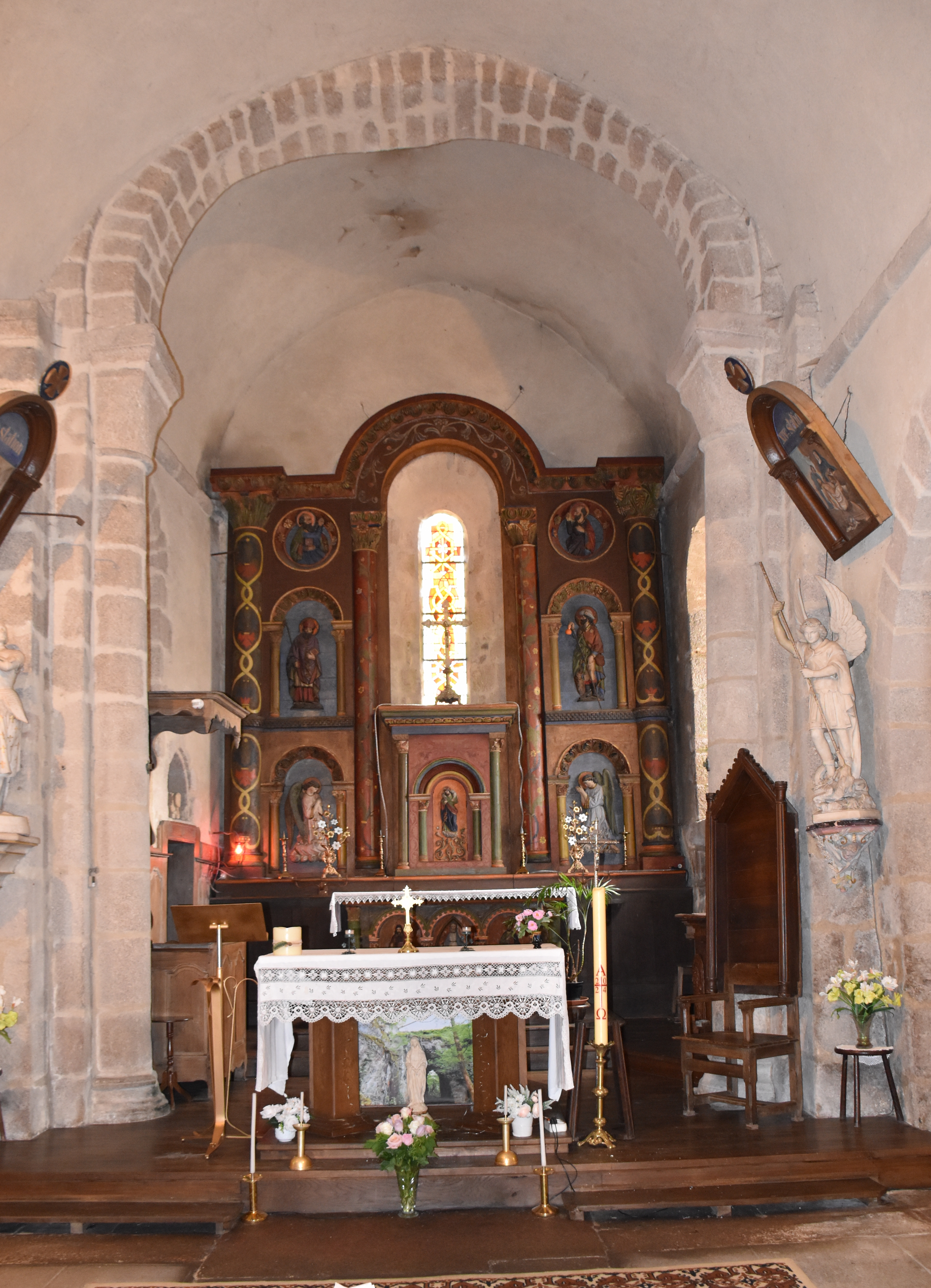
Le chœur
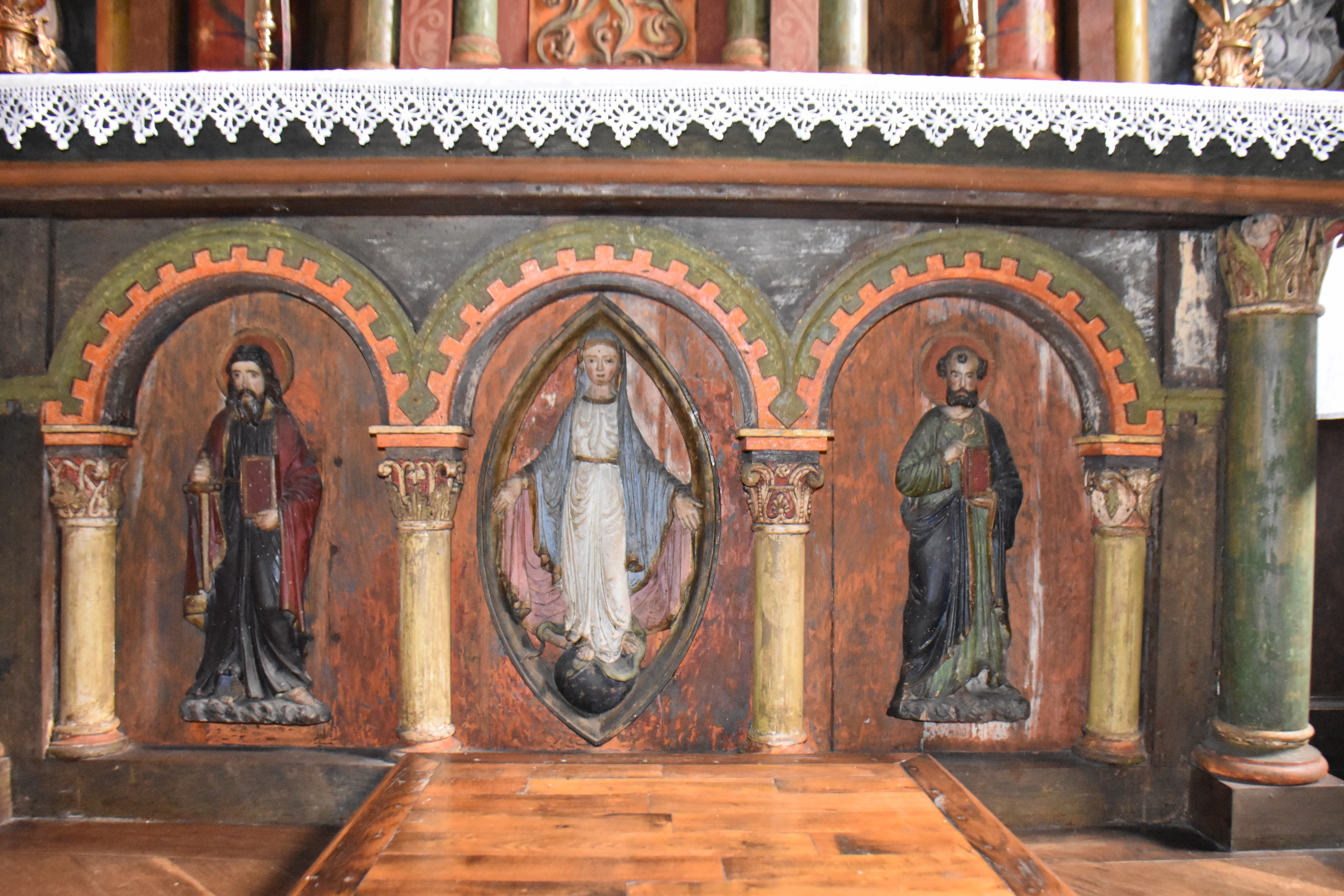
Le retable - détail
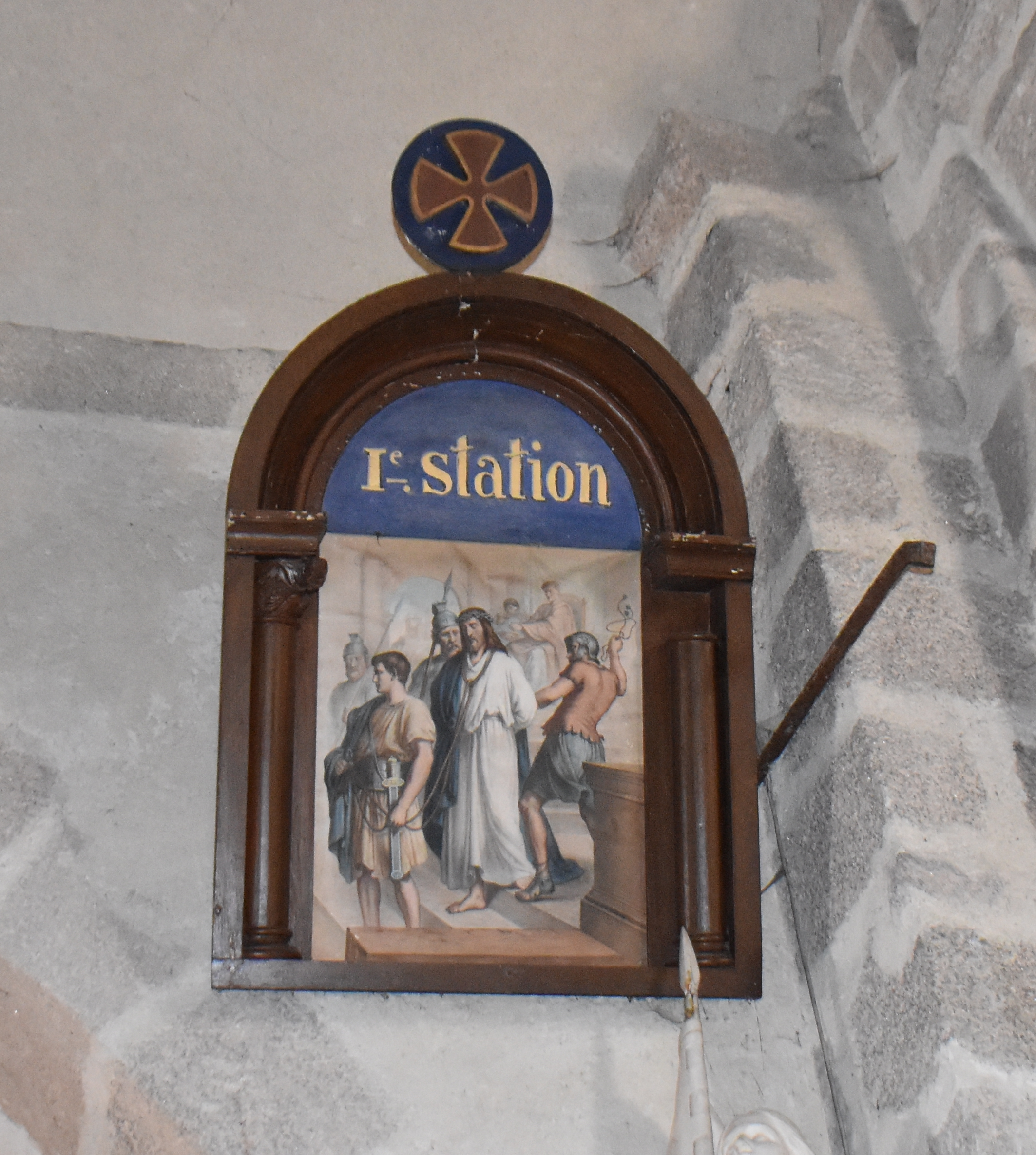
Chemin de croix 1ère station.

### Personnalités liées à la commune
- Antoine Plazanet, homme politique français (1760-1803), juge du paix du canton de Sornac en 1790.
- Gaspard Michaud (Sornac, 1795-Lyon, 1880), malacologiste français.
- Achille d'Arfeuillères, homme politique français (1819-1880), maire de Peyrelevade et conseiller général du canton de Sornac.

### Héraldique
| Blason de Sornac | Blason  | D'argent au lion de gueules. |
| Blason de Sornac | Détails | Ce blason reprend celui de la famille Farges de Rochefort-Sirieyx, propriétaire à Sornac du château de Rochefort au XVIIIe siècle, à la suite du mariage en secondes noces en l'église de Sornac le 13 octobre 1767 du sieur Jean-Baptiste Léonard Joseph Farges de Sirieyx (troisième conseiller de Treignac en 1769) avec Anne-Marie Chauveau de Balesme de Rochefort, fille de François Chauveau, seigneur de Balesme et baron de Rochefort à Sornac. Au Moyen Âge, ce blason est déjà connu comme celui des Armagnac, lignée à laquelle appartient Bernard VIII, comte de Pardiac et de la Marche, dit Bernard d'Armagnac (1400-1462), qui est l'un des propriétaires du château de Rochefort à Sornac. Il s'efforce notamment d'incorporer politiquement et financièrement ce fief au comté de la Marche, le démembrant ainsi temporairement du Limousin. Adopté le 29 novembre 1985. |